# Crusader Motor Car Company
Crusader Motor Car Company war ein US-amerikanischer Hersteller von Automobilen.

## Unternehmensgeschichte
Das Unternehmen wurde 1914 in Joliet in Illinois gegründet. In dem Werk war vorher die Dayton Cyclecar Company tätig. W. O. Dayton war der Designer. Noch 1914 begann die Produktion von Automobilen. Der Markenname lautete Crusader. 1915 endete die Produktion. Dayton wechselte zur New Era Engineering Company.

## Fahrzeuge
Das einzige Modell war eine Weiterentwicklung des letzten Dayton. Es war eine Klasse höher positioniert als das bisher als Cyclecar bezeichnete Fahrzeug. Beim Fahrgestell wurde der Radstand auf 257 cm gekürzt und die Spurweite auf 142 cm erhöht. Der Vierzylindermotor mit 18 PS Leistung blieb unverändert. Dreiganggetriebe und Kardanantrieb waren neu. Zur Wahl standen Roadster und Tourenwagen.